# William de Moravia, 1. Earl of Sutherland
William de Moravia, 1. Earl of Sutherland, kurz auch William Sutherland  († um 1248), war ein schottischer Magnat.

## Leben
William de Moravia war ein Sohn von Hugh Freskin, ein aus Flandern stammender Vasall des schottischen Königs Wilhelm dem Löwen. Nach einer Rebellion in Nordschottland gab der König Freskin die nordschottische Herrschaft Sutherland als Lehen. Nach dem Tod seines Vaters nach 1214 erbte William de Moravia als Lord of Sutherland diese Besitzungen. Zwischen 1223 und 1245 wurde er zum Earl of Sutherland erhoben. Möglicherweise geschah dies um 1235, als König Alexander II. auch Magnus zum Earl des benachbarten Caithness erhob. William soll 1248 gestorben sein, als sein Sohn und Erbe William noch minderjährig war.
Er hatte mindestens zwei Söhne:
- William Sutherland, 2. Earl of Sutherland (um 1235–1306/07)
- Walter of Duffus († 1263) ⚭ Eupheme of Ross, Tochter von Ferchar, 1. Earl of Ross